# Ekstraklasa mężczyzn w tenisie stołowym 2008/2009
Ekstraklasa mężczyzn w tenisie stołowym 2008/2009 – 72. edycja rozgrywek pierwszego poziomu ligowego mężczyzn w Polsce. Brało w niej udział 10 drużyn.
Triumfatorem rozgrywek została KS Bogoria Grodzisk Mazowiecki, która w meczach finałowych pokonała GKS Gorzovię Romus Gorzów Wielkopolski. Brązowe medale zdobyły drużyny Bać-Pol Cash&Carry AZS PRz Rzeszów i MKS TS Trasko Ostrzeszów.

## System rozgrywek
Rozgrywki prowadzone były z udziałem 10 drużyn i były podzielone na dwie fazy: zasadniczą i play-off.
Faza zasadnicza składa się z dwóch rund. Pierwsza runda rozgrywana jest systemem każdy z każdym. W drugiej rundzie gospodarzami spotkań w drugiej rundzie są drużyny, które w pierwszej rundzie w meczu pomiędzy tymi samymi drużynami grały na wyjazdach. Za zwycięstwo drużyny otrzymują 2 punkty, zaś za porażkę nie otrzymują punktów.
Do fazy play-off awansują 4 drużyny. W półfinałach zostaną rozegrane dwumecze. Pary zostaną ustalone na podstawie tabeli po rundzie zasadniczej (1-4, 2-3). Zwycięzcy półfinałów awansują do finału, gdzie zostanie rozegrany dwumecz, a gospodarzem pierwszego meczu będzie drużyna z niższego miejsca po fazie zasadniczej. Drużyna, która wygra finał otrzyma tytuł Drużynowego Mistrza Polski kobiet, puchar i złote medale, a zespół pokonany w finale otrzyma puchar i srebrne medale. Drużyny, które odpadły w półfinałach, otrzymają brązowe medale. Do 1. ligi spadną dwie ostatnie drużyny po fazie zasadniczej.
Każdy mecz składa się z 3-5 gier rozgrywanych kolejno na jednym stole. Mecz kończy się wraz z uzyskaniem przez jedną drużyn trzech zwycięstw. Układ gier w meczu.
| 1. gra | 2. gra | 3. gra | 4. gra | 5. gra |
| ------ | ------ | ------ | ------ | ------ |
| A–X    | B–Y    | C–Z    | A–Y    | B–X    |

## Kluby
| Klub                                   | Sezon 2007/2008 |
| -------------------------------------- | --------------- |
| Bać-Pol Cash&Carry AZS PRz Rzeszów     | 7. miejsce      |
| Condohotels Morliny Ostróda            | 5. miejsce      |
| Baruch Prokadr Dojlidy WSFiZ Białystok | Półfinał        |
| GKS Gorzovia Romus Gorzów Wielkopolski | Awans z 1. ligi |
| GLKS Nadarzyn                          | Awans z 1. ligi |
| KS Bogoria Grodzisk Mazowiecki         | Mistrz          |
| MKS TS Trasko Ostrzeszów               | Finał           |
| LKS Odra Głoska                        | 6. miejsce      |
| Tim Kominki Opoka Trzebinia            | Półfinał        |
| ZKS Drzonków                           | 8. miejsce      |

## Faza zasadnicza
| Poz. | Drużyna                                | M  | Z  | P  | Pojedynki | Punkty |
| ---- | -------------------------------------- | -- | -- | -- | --------- | ------ |
| 1.   | KS Bogoria Grodzisk Mazowiecki         | 18 | 17 | 1  | 53:18     | 34     |
| 2.   | MKS TS Trasko Ostrzeszów               | 18 | 16 | 2  | 50:19     | 32     |
| 3.   | GKS Gorzovia Romus Gorzów Wielkopolski | 18 | 11 | 7  | 41:25     | 22     |
| 4.   | Bać-Pol Cash&Carry AZS PRz Rzeszów     | 18 | 11 | 7  | 42:28     | 22     |
| 5.   | Condohotels Morliny Ostróda            | 18 | 9  | 9  | 33:39     | 18     |
| 6.   | Tim Kominki Opoka Trzebinia            | 18 | 7  | 11 | 34:40     | 14     |
| 7.   | ZKS Drzonków                           | 18 | 7  | 11 | 28:39     | 14     |
| 8.   | GLKS Nadarzyn                          | 18 | 6  | 12 | 24:40     | 12     |
| 9.   | Baruch Prokadr Dojlidy WSFiZ Białystok | 18 | 4  | 14 | 28:47     | 8      |
| 10.  | LKS Odra Głoska                        | 18 | 2  | 16 | 14:52     | 4      |

     Awans do półfinału
     Spadek do 1. ligi

## Play-off
|  |          |                                        |          |                                        |          |   |   |       |                                |       |       |       |
|  | Półfinał | Półfinał                               | Półfinał | Półfinał                               | Półfinał |   |   | Finał | Finał                          | Finał | Finał | Finał |
|  | Półfinał | Półfinał                               | Półfinał | Półfinał                               | Półfinał |   |   | Finał | Finał                          | Finał | Finał | Finał |
|  |          |                                        |          |                                        |          |   |   |       |                                |       |       |       |
|  |          |                                        |          |                                        |          |   |   |       |                                |       |       |       |
|  | 1        | KS Bogoria Grodzisk Mazowiecki         | 3        | 2                                      | 3        |   |   |       |                                |       |       |       |
|  | 1        | KS Bogoria Grodzisk Mazowiecki         | 3        | 2                                      | 3        |   |   |       |                                |       |       |       |
|  | 4        | Bać-Pol Cash&Carry AZS PRz Rzeszów     | 1        | 3                                      | 1        |   |   |       |                                |       |       |       |
|  | 4        | Bać-Pol Cash&Carry AZS PRz Rzeszów     | 1        | 3                                      | 1        |   |   | 1     | KS Bogoria Grodzisk Mazowiecki | 3     | 3     |       |
|  |          |                                        |          |                                        |          |   |   | 1     | KS Bogoria Grodzisk Mazowiecki | 3     | 3     |       |
|  |          |                                        | 3        | GKS Gorzovia Romus Gorzów Wielkopolski | 2        | 1 |   |       |                                |       |       |       |
|  | 2        | MKS TS Trasko Ostrzeszów               | 3        | GKS Gorzovia Romus Gorzów Wielkopolski | 2        | 1 | 0 | 3     | 3                              |       |       |       |
|  | 2        | MKS TS Trasko Ostrzeszów               |          |                                        |          |   |   |       |                                |       |       |       |
|  | 3        | GKS Gorzovia Romus Gorzów Wielkopolski | 3        | 0                                      | 2        |   |   |       |                                |       |       |       |
|  | 3        | GKS Gorzovia Romus Gorzów Wielkopolski | 3        | 0                                      | 2        |   |   |       |                                |       |       |       |
|  |          |                                        |          |                                        |          |   |   |       |                                |       |       |       |

### Półfinały
| Gospodarze                             | Wynik       | Goście                                 |
| 1. półfinał                            | 1. półfinał | 1. półfinał                            |
| -------------------------------------- | ----------- | -------------------------------------- |
| MKS TS Trasko Ostrzeszów               | 0:3         | GKS Gorzovia Romus Gorzów Wielkopolski |
| KS Bogoria Grodzisk Mazowiecki         | 3:1         | Bać-Pol Cash&Carry AZS PRz Rzeszów     |
| 2. półfinał                            |             |                                        |
| MKS TS Trasko Ostrzeszów               | 3:0         | GKS Gorzovia Romus Gorzów Wielkopolski |
| KS Bogoria Grodzisk Mazowiecki         | 2:3         | Bać-Pol Cash&Carry AZS PRz Rzeszów     |
| 3. półfinał                            |             |                                        |
| GKS Gorzovia Romus Gorzów Wielkopolski | 3:2         | MKS TS Trasko Ostrzeszów               |
| Bać-Pol Cash&Carry AZS PRz Rzeszów     | 1:3         | KS Bogoria Grodzisk Mazowiecki         |

### Finał
| KS Bogoria Grodzisk Mazowiecki | 3:2 | GKS Gorzovia Romus Gorzów Wielkopolski |
| ------------------------------ | --- | -------------------------------------- |
| Wang Zengyi                    | 2:0 | Radosław Sabski                        |
| Martin Olejnik                 | 0:2 | Yu Tang                                |
| Artur Daniel                   | 2:0 | Dariusz Kiełb                          |
| Wang Zengyi                    | 0:2 | Yu Tang                                |
| Martin Olejnik                 | 2:1 | Radosław Sabski                        |

| GKS Gorzovia Romus Gorzów Wielkopolski | 1:3 | KS Bogoria Grodzisk Mazowiecki |
| -------------------------------------- | --- | ------------------------------ |
| Yu Tang                                | 2:0 | Martin Olejnik                 |
| Dariusz Kiełb                          | 0:2 | Wang Zengyi                    |
| Jacek Nowokuński                       | 0:2 | Artur Daniel                   |
| Yu Tang                                | 0:2 | Wang Zengyi                    |

## Medaliści
| Lp. | Drużyna                                |
| --- | -------------------------------------- |
| 1.  | KS Bogoria Grodzisk Mazowiecki         |
| 2.  | GKS Gorzovia Romus Gorzów Wielkopolski |
| 3.  | Bać-Pol Cash&Carry AZS PRz Rzeszów     |
| 3.  | MKS TS Trasko Ostrzeszów               |